# Jerry McCullough
Pour les articles homonymes, voir McCullough.
Jerry McCullough, né le 26 novembre 1973 à New York, est un joueur américain de basket-ball. Il joue au poste de meneur.

## Clubs
- 1991-1996 :  Panthers de Pittsburgh (NCAA)
- 1996-1997 :  Thunder Loons du New Hampshire (USBL)
- 1997-1998 :  BCM Gravelines (Pro A)
- 1998-1999 :  Türk Telekomspor (TBL)
- 1999-2000 :  Skyforce de Sioux Falls (CBA)
- 2000-2001 :  Thunder de Quad City (CBA) puis  Élan béarnais Pau-Orthez (Pro A)
- 2001-2003 :  Pallacanestro Cantù (LegA)
- 2003-2004 :  Pallacanestro Varèse (LegA)
- 2004-2005 :  Olimpia Milan (LegA)
- 2005-2006 :  Dynamo Saint-Pétersbourg (Superligue)
- 2006-2007 :  Cibona Zagreb (A1 Liga) puis  UNICS Kazan (Superligue)
- 2007-2008 :  UNICS Kazan (Superligue)
- 2008-2009 :  Pistoia Basket 2000 (LegA Due)